# Stanisław Cygański
Stanisław Cygański (ur. ?, zm. 21 lutego 1863) – ziemianin z powiatu gostynińskiego, uczestnik powstania styczniowego. 
Prawdopodobnie syn Karola Cygańskiego i Ludwiki z Łąckich, jego rodzina była właścicielami Cygan (ob. powiat pułtuski).
Były oficer armii rosyjskiej. Po przystąpieniu do powstania oficer kosynierów w oddziale Kazimierza Mielęckiego. Poległ w bitwie pod Nową Wsią, idąc do ataku na czele swojej kompanii kosynierów. 